# Лімерик Тауншип (округ Монтгомері, Пенсільванія)
Лімерик Тауншип (англ. Limerick Township) — селище (англ. township) в США, в окрузі Монтгомері штату Пенсільванія. Населення — 20 458 осіб (2020).

## Демографія
Згідно з переписом 2010 року, у селищі мешкали 18 074 особи в 6892 домогосподарствах у складі 4811 родини. Було 7199 помешкань
Расовий склад населення:
| - 91,5 % — білих - 3,4 % — чорних або афроамериканців - 3,2 % — азіатів - 0,1 % — корінних американців |

До двох чи більше рас належало 1,3 %. Частка іспаномовних становила 1,8 % від усіх жителів.
За віковим діапазоном населення розподілялося таким чином: 26,7 % — особи молодші 18 років, 61,9 % — особи у віці 18—64 років, 11,4 % — особи у віці 65 років та старші. Медіана віку мешканця становила 39,0 року. На 100 осіб жіночої статі у селищі припадало 94,7 чоловіків;  на 100 жінок у віці від 18 років та старших — 92,4 чоловіків також старших 18 років.
Середній дохід на одне домашнє господарство  становив 99 849 доларів США (медіана — 87 863), а середній дохід на одну сім'ю — 114 897 доларів (медіана — 99 970). Медіана доходів становила 77 071 долар для чоловіків та 55 516 доларів для жінок. За межею бідності перебувало 3,2 % осіб, у тому числі 3,1 % дітей у віці до 18 років та 2,4 % осіб у віці 65 років та старших.
Цивільне працевлаштоване населення становило 9875 осіб. Основні галузі зайнятості: освіта, охорона здоров'я та соціальна допомога — 18,5 %, науковці, спеціалісти, менеджери — 14,9 %, виробництво — 12,6 %.